# Nacionalni parkovi u Sjevernoj Makedoniji
.
U Republici Makedoniji postoje tri nacionalna parka [nedostaje izvor].
Sva tri nacionalna parka su priznata od strane IUCN-a[nedostaje izvor].
Zbog nedostatka financijskih sredstava sva tri nacionalna parka su zanemarena, što prijeti njihovom postojanju[nedostaje izvor].
Zbog toga uprave parkova svoj budžet moraju same privrijediti prodajom licencija za sječu šuma, te se uz financijske moraju boriti s još mnogim drugim problemima[nedostaje izvor].

## Nacionalni parkovi u Makedoniji
- Nacionalni park Galičica - proglašen je nacionalnim parkom 1958. godine, a površina mu iznosi 227 km².
- Nacionalni park Mavrovo - proglašen je nacionalnim parkom 1948. godine, a površina mu iznosi 73.088 hektara.
- Nacionalni park Pelister - proglašen je nacionalnim parkom 1948. godine, a površina mu iznosi 12.500 hektara.